# Ludwigia bullata
Ludwigia bullata är en dunörtsväxtart som först beskrevs av Hassler, och fick sitt nu gällande namn av Kanesuke Hara. Ludwigia bullata ingår i släktet ludwigior, och familjen dunörtsväxter. Inga underarter finns listade i Catalogue of Life.